# Melnik
Melnik város Bulgáriában.

## Fekvése
Szófiától délre, a Pirin-hegységben fekvő település.

## Története
A várost a 9. században alapították, az elmúlt évszázadokban számos alkalommal cserélt gazdát; különböző időpontokban a Bolgár Birodalomhoz, az Oszmán Birodalomhoz, Bulgáriához, Oroszországhoz, majd Bulgáriához tartozott.
A városban egykor több mint 70 templom volt található,közülük ma már csak 3 működik. Az egyik legfontosabb a Szent Antony templom. A legtöbb bolgár ortodox templommal ellentétben a falakat itt nem bibliai jelenetek borítják, hanem virág- és növényfestmények.
A középkorban a bolgár és a bizánci birodalom közötti határváros volt a Thessaloniki főút mellett. Ez volt az a hely, ahová a bizánci császárok száműzetésbe küldték azokat azarisztokratákat, akiknek nem örültek. Ezért Melnik leginkább bizánci stílusban fejlődött. A város körül még most is láthatók a bizánci épületek romjai. Az oszmán időszakból is fennmaradt néhány nevezetes hely, pl. a város bejáratánál található oszmán időszakra jellemző, gyönyörű házak. A városban volt az oszmán időkben az oszmán uralom központja, mely 1912 után kormányépület, később iskolai és iskolai panzió lett. Az épület nagyon jól felidézi a város oszmán korszakát.
Melnik közelében a Szent Miklós-fennsíkon számos templom, kolostor csodálatos romjai és a Despot Slav erődfalai láthatók.

## Nevezetességek
- A város híres borászatáról. A második világháborúig és azt megelőzően is pl. többek között Winston Churchill is állítólag évente 500 liter bulgáriai melnik bort rendelt.
- Rozhen kolostor (Роженски Манастир) - tíz perces autóútra Melniktől. A kolostor épületében jól megőrzött freskók, ólomüveg ablakok, egyedi faragások találhatók itt a különböző történelmi periódusokból. A kolostoroknak kulcsszerepük volt a bolgár írástudás, kultúra és identitás megőrzésében és terjesztésében az oszmán uralom öt évszázada alatt.
- Kordopulov-ház, egy magánmúzeum. Alatta a Szent Barbara családi templom romjaival.
- Melniki piramisok - Ezek piramis alakú homokkőképződmények
- Kordopulova ház - 1754-ből származik, egykor egy helyi gazdag borkereskedő háza volt.
- Boyar-ház romjai - Ez az egyik legrégebbi fennmaradt épület a Balkán-félszigeten. Építési ideje a 13. századra nyúlik vissza, amikor Aleksziusz Szláv Despot rezidenciájának része volt. Az épületek mozaikpadlóval, freskókkal, pazar bútorokkal és más luxusszínekkel rendelkeztek. Az évszázadok során többször rekonstruálták és korszerűsítették, és egyszerre még óratornya is volt.